# Іван фон Ільземанн
Іван фон Ільземанн (нім. Iwan von Ilsemann; 13 жовтня 1882, Люнебург — 29 червня 1964, Гарміш-Партенкірхен) — німецький офіцер, генерал-майор вермахту (1 червня 1944).

## Біографія
Старший з чотирьох синів генерал-лейтенанта Прусської армії Карла фон Ільземанна і його дружини Текли, уродженої фон Гаммерштайн-Екворд. Молодшими братами Івана були ад'ютант імператора Вільгельма Зігурд фон Ільземанн, гауптман Прусської армії Ервін фон Ільземанн (1886–1952) і генерал-майор вермахту Гельмут фон Ільземанн.
27 лютого 1901 року вступив в Прусську армію. Закінчив Військову академію (1914). Учасник Першої світової війни. 3 лютого 1920 року звільнений в запас. 1 жовтня 1933 року вступив в земельну оборону і призначений командиром полку прикордонної охорони при коменданті Берліну. З 1 листопада 1934 року — начальник кадрової підготовки комендатури Берліна. 1 листопада 1936 року як кадровий розвідник зарахований в штат німецького посольства в Берні, з 1 листопада 1937 по 1 липня 1944 року — військовий аташе. Керував військовою розвідкою на території Швейцарії. 21 грудня 1944 року звільнений у відставку.